# トニ・モリスン
トニ・モリスン（Toni Morrison, 1931年2月18日 - 2019年8月5日）は、アメリカの作家、編集者で、アメリカにおける黒人文学の立役者。トーニ・モリスンとも表記される。
デビュー作品は『青い眼が欲しい』、代表作は『ソロモンの歌』などで、全米批評家協会賞(1978年)、ピューリッツァー賞 フィクション部門(1988年)、ノーベル文学賞(1993年)を受賞。

## 経歴
オハイオ州ロレインに生まれる。名門黒人大学であるハワード大学入学。その後コーネル大学で英文学の修士号を取得し、テキサス州の大学で教壇に立った。
1962年、物書きのグループで話し合っていて、過去の文学作品で学生に勧めたいものがあるか、という話題が出た時に自分にはそれが思い浮かばず、仲間から「では自分で書けば?」と言われた事が創作のきっかけになったという。1965年からランダムハウスの編集者となる。
「トニ」という名前は偶然につけられたニックネームであり、著者名として使うつもりはなかったが、それが最初の本の著者名として使うことになった。作家として成功したトニと、個人であるクロエという自分に精神的に戸惑いがある、と2004年のガーディアンのインタビューで述べている。
1970年『青い眼が欲しい』で文壇にデビューした。性的描写や、露骨な人種差別描写があった為に一時期禁書として扱われた事もあった。
1984年からニューヨーク州立大学の教職に就き、1989年から2006年までプリンストン大学の教授を務めた。
1993年にアメリカの黒人作家として初のノーベル文学賞を受賞した。その他にも全米批評家協会賞、アメリカ芸術院賞、ピューリッツアー賞、大統領自由勲章など多くの賞を受賞している。
2006年、『ニューヨーク・タイムズ』により、『ビラヴド』（1988年）が過去25年間で最も偉大な小説に選ばれた。
2019年8月5日、病気のためニューヨーク市内の病院で死去。88歳没。

## 主な作品
- 『青い眼が欲しい』"The Bluest Eye"（1970年）
  - 大社淑子訳　朝日新聞社　1981.10. のちハヤカワepi文庫
- 『スーラ』"Sula"（1973年） 旧邦題『鳥を連れてきた女』
  - 大社淑子訳　早川書房　1979　のち文庫
- 『ソロモンの歌』"Song of Solomon"（1977年）
  - 金田真澄訳　早川書房　1980.2　のち文庫
- 『タール・ベイビー』"Tar Baby"（1981年）
  - 藤本和子訳　早川書房　1995.2.
- 『誘惑者たちの島』 
  - 藤本和子訳　朝日新聞社　1985.5.
- 『ビラヴド』"Beloved"（1988年）
  - 『ビラヴド（愛されし者）』吉田廸子訳　集英社、1990.11　のち文庫、ハヤカワepi文庫
- 『ジャズ』"Jazz"（1992年）
  - 大社淑子訳　早川書房　1994.11.　のち文庫
- 『白さと想像力』"Playing in the Dark"（1992年）
  - 白さと想像力 アメリカ文学の黒人像 大社淑子訳 朝日選書、1994.5.　
  - 暗闇に戯れて 白さと文学的想像力 都甲幸治訳 岩波文庫、2023.9.
- 『パラダイス』"Paradise"（1997年）
  - 大社淑子訳　早川書房　1999　のち文庫
- 『ラヴ』"Love"（2003年）
  - 大社淑子訳 早川書房 2005.3.
- 『子どもたちに自由を!』 
  - スレイド・モリソン共著、ジゼル・ポター絵 長田弘訳、みすず書房、2002.1.
- 『マーシイ』 （2008年）
  - 大社淑子訳 早川書房 2010.1.
- 『ホーム』（2012年）
  - 大社淑子訳 早川書房 2014.1.
- 『神よ、あの子を守りたまえ』（2015年）
  - 大社淑子訳 早川書房 2016.11.
- 『「他者」の起源―ノーベル賞作家のハーバード連続講演録』"The Origin of Others – The Charles Eliot Norton Lectures"（2017年）
  - 荒このみ訳　集英社新書、2019.7

## 関連書籍
- カーニヴァル色のパッチワークキルト トニ・モリスンの文学 藤平育子著 学芸書林,1996.4.
- トニ・モリスン創造と解放の文学 大社淑子著 平凡社,1996.9.
- トニ・モリスンの世界 語られざる,語り得ぬものを求めて 加藤恒彦著 世界思想社, 1997.12.
- トニ=モリスン 吉田廸子著 清水書院 1999.1. Century books. 人と思想
- トニ・モリスン 木内徹,森あおい編著 彩流社 2000.10. 現代作家ガイド
- トニ・モリスン 大社淑子,木内徹編 日外アソシエーツ 2000.1 人物書誌大系
- エリザベス・A・ボーリュー編 荒このみ訳『トニ・モリスン事典』雄松堂出版 2006年
- ビラヴィド 吉田廸子編著 ミネルヴァ書房, 2007.7 シリーズもっと知りたい名作の世界
- ハーストン、ウォーカー、モリスン アフリカ系アメリカ人女性作家をつなぐ点と線 松本昇,君塚淳一,鵜殿えりか編 南雲堂フェニックス 2007.10
- トニ・モリスン『パラダイス』を読む アフリカ系アメリカ人の歴史と芸術的創造性 森あおい著 彩流社,2009.2.
- 創作の魔術師トニ・モリスン 奥野みち子著 大阪公立大学共同出版会 2011.2

## 参照
1. ↑  Duvall, John N. (2000). The Identifying Fictions of Toni Morrison: Modernist Authenticity and Postmodern Blackness. Palgrave Macmillan. p. 38. ISBN 978-0-312-23402-7. "After all the published biographical information on Morrison agrees that her full name is Chloe Anthony Wofford, so that the adoption of 'Toni' as a substitute for 'Chloe' still honors her given name, if somewhat obliquely. Morrison's middle name, however, was not Anthony; her birth certificate indicates her full name as Chloe Ardelia Wofford, which reveals that Ramah and George Wofford named their daughter for her maternal grandmother, Ardelia Willis."
2. 1 2  “トニ・モリスンさんが死去　米黒人女性ノーベル賞作家”. 日本経済新聞. (2019年8月7日) 2019年8月11日閲覧。
3. 1 2  “Toni Morrison: 'America is going backwards' - The Guardian, September 18, 2004” (英語). theguardian (2004年9月19日). 2021年10月1日閲覧。